# Кипсели (дем Александрия)
Вижте пояснителната страница за други значения на Кипсели.
Кипсели или Неохори (на гръцки: Κυψέλη, до 1968 година Νεοχώρι, катаревуса Νεοχώριον) е село в Република Гърция, дем Александрия, област Централна Македония.

## География
Селото е разположено в областта Урумлък (Румлуки), източно от Бер (Верия), на 11 km южно от Александрия на надморска височина от 14 m.

## История
В землището на Кипсели, в местността Тумба Василия има селищна могила, обитавана от праисторическо до римско време. Обявена е за паметник на култрата в 1981 година.
Селото е създадено в 1923 година за настаняване на гърци бежанци.
Землището на селото е плодородно и селяните отглеждат памук, овошки, захарно цвекло и пшеница.
| Име      | Име       | Ново име  | Ново име  | Описание                                                              |
| -------- | --------- | --------- | --------- | --------------------------------------------------------------------- |
| Цирикния | Τσιρικνιά | Коромилия | Κορομηλιά | местност на СЗ от Неохори и на С от Грисел по десния бряг на Бистрица |
| Румани   | Ρουμάνι   | Дасос     | Δάσος     |                                                                       |
| Румани   | Ρουμάνι   | Дасотопос | Δασότοπος |                                                                       |

| Година    | 1913 | 1920 | 1928 | 1940 | 1951 | 1961 | 1971 | 1981 | 1991 | 2001 | 2011 | 2021 |
| --------- | ---- | ---- | ---- | ---- | ---- | ---- | ---- | ---- | ---- | ---- | ---- | ---- |
| Население |      |      | 205  | 564  | 453  | 621  | 535  | 534  | 520  | 437  | 376  | 374  |